# Marcel Dubé
Marcel Dubé (Montreal, 3 de enero de 1930 - íd., 7 de abril de 2016) fue un escritor, dramaturgo y guionista francófono en dialecto quebequés, autor de unos cuarenta dramas principalmente para teatro y televisión.

## Biografía
Estudió en el Collège Saint-Marie de Montreal, fundado por los jesuitas, donde ya intervino en actividades teatrales francófonas e incluso empezó a escribir piezas. Luego estudió en la Universidad de Montreal. Fue periodista y colaboró en Perspectives, Le Magazine Maclean y Cité Libre. En 1950, Dubé ayudó a fundar la compañía teatral La Jeune Scène junto con sus amigos Raymond Lévesque, Robert Rivard y Monique Miller. El estreno en 1951 de Le Bal triste en el teatro L'Ermitage de Montreal fue significativo para el asentamiento del drama en francés en Quebec y Canadá en los años cincuenta y los primeros sesenta; pretendía en esta pieza denunciar la situación de la mujer en esa época. Con Zone (1953) ganó el premio del Dominion Drama Festival; siguieron Un simple soldat (1957), algo influido por los héroes-víctimas inconformistas de su colega Gratien Gélinas, y Au retour des oies blanches (1966); estas obras aseguraron su reputación como el dramaturgo más prolífico y original de su generación en Quebec. En los años setenta, coescribió muchas obras junto a Louis-Georges Carrier, quien dirigió además muchos de sus dramas.
Hizo adaptaciones y traducciones de piezas en inglés y guiones para dos series de televisión, así como algunos episodios sueltos de otras; también escribió seriales radiofónicos. Asimiló el influjo de Jean Anouilh y Arthur Miller, aportando además un especial lirismo y un gran sentido de la estructura dramática; casi todas sus obras se ambientan entre el tiempo posterior a la Primera Guerra Mundial y la llamada Revolución Tranquila.
Se suele dividir su obra en tres grupos o fases que describen una evolución desde lo más social a lo más psicológico. Las escritas entre 1951 y 1959, analizan el mundo de los trabajadores proletarios y obreros de la gran ciudad y tratan a menudo, con tintes a veces autobiográficos, el tema de la adolescencia y el camino hacia el mundo adulto, así como los deseos de libertad, contestación e ira contra una sociedad que parece aislar e ignorar a la juventud (conflicto generacional); las escritas entre 1959 y 1972, en que cambia el ámbito de su análisis a la burguesía (especialmente en su guion para la película Les Beaux Dimanches, 1974). "El dramaturgo los retrata ocultando su caída moral en lo mundano, ahogando su aburrimiento en el alcoholismo y la acumulación de bienes materiales. Pero todos pronto deben liquidar sus cuentas con la vida: caen después las máscaras, y estos agresivos se encuentran frente a sí mismos, condenados a vivir», y un último bloque que comprende comedias, comedias musicales, ballets, sátiras y tragedias. El tema habitual de Dubé es la tragedia del destino humano.
Dubé vivió en Francia desde 1953 hasta 1955 con una beca para estudiar teatro. Director de escena, periodista, productor y guionista además de televisión y radio, Dubé recibió muchas otras becas y ganó el premio Morin (1966) de la Sociedad Saint-Jean-Baptiste, el David de Quebec (1973) por su trabajo en general y el Molson a la contribución a las artes en Canadá (1984), así como la medalla de la Académie canadienne-française (1987). Fue un gran activista y defensor de la lengua y la literatura francesas en Canadá y el primer secretario y luego presidente del French Language Council. Entre otras muchas distinciones, fue caballero de la Orden de la Pléyade de la Asamblea Internacional de Parlamentarios de la Lengua Francesa y oficial de la Orden de Canadá y de la Orden Nacional de Quebec (2001). En 2005, Dubé recibió el Premio de artes interpretativas del Gobernador general por los logros artísticos de toda una vida.

## Obras
Dubé escribió más de trescientos títulos entre piezas teatrales, guiones y otras obras. Sus obras más representativas y citadas son las siguientes: 

### Teatro
- Zone (1955)
- Le naufragé (1971)
- De l´autre côté du mur (1973)
- Un simple soldat (1958)
- Le temps des lilas (1958)
- Paradis perdu (1972)
- L´écheance du vendredi (1972)
- La cellule (1973)
- Medée (1973).
- Florence (1960).
- Bilan (1968)
- Les beaux dimanches (1968)
- Un matin comme les autres (1971)
- Pauvre amour (1969)
- Le coup de l'étrier (1970)
- Avant de t'en aller (1970)
- Octobre (1964)
- Virginie (1968)
- Entre midi et soir (1971)
- Manuel (1973).
- Jérémie (1973)
- Con Jean Barbeau, Dites-le avec fleurs (1976), comedia musical
- L´impromptu de Quebec; ou Le testament (1974)
- L'été s'appelle Julie (1975)
- Le reformiste; ou L´honneur des hommes (1977).

### Televisión
- La côte de sable, serie.
- De 9 à 5, serie.

### Poesía
- Poèmes de sable (1974)

### Ensayos, discursos y cartas
- Textes et documents (1968), 2 vols.
- La tragédie est un acte de foi (1973)